# Finally Famous: Born a Thug, Still a Thug
Finally Famous: Born a Thug, Still a Thug jest ósmym studyjnym albumem amerykańskiego rapera Tricka Daddy'ego, wydanym 15 września, 2009 roku w Dunk Ryders Records.
Gościnnie na albumie występują Rayzor, KC, Dunk Ryders, Kanesha Curry, Janet Lawrence, Bad Guy, Desloc, Murk Champ, Ballgreezy, Ice "Billion" Berg, Benji Brown, Betty Wright, Jackie Henton, Erin Lynn i Shonie. Pierwszym singlem jest "Why They Jock" z udziałem Ice "Billion" Berg i Murk Champ, wyprodukowanym przez Mizzle Boy. Album zadebiutował na 34. miejscu Billboard 200, ze sprzedażą 13.000 egzemplarzy w pierwszym tygodniu.

## Lista utworów
| #  | Tytuł                       | Producent(ci)                            | Goście                         | Czas |
| -- | --------------------------- | ---------------------------------------- | ------------------------------ | ---- |
| 1  | "Intro Skit: Only 1 Mayor"  |                                          | Rayzor                         | 0:22 |
| 2  | "This tha Shit That I Live" | Schife & OhZee                           |                                | 4:01 |
| 3  | "Da Realest"                | The Runners                              | Kevin Cossom                   | 3:41 |
| 4  | "Gangsta Music"             | Goldru$h                                 | Dunk Ryders                    | 3:30 |
| 5  | "Skit: The Collection Call" | Kanesha Curry                            |                                | 1:13 |
| 6  | "Everyday Struggle"         | Beat Kings Inc                           | Janet Lawrence                 | 3:44 |
| 7  | "What Dey Do"               | TracKings LLC.                           | Bad Guy & Desloc               | 3:25 |
| 8  | "Count My Money"            | Goldru$h                                 | Murk Camp                      | 3:43 |
| 9  | "B**** Azz Niggaz"          | Gorilla Tek                              | Ballgreezy                     | 3:06 |
| 10 | "Skit: Macking Jean"        |                                          | Rayzor                         | 0:10 |
| 11 | "I Can Tell"                | Goldru$h                                 |                                | 3:33 |
| 12 | "Chevy"                     | Goldru$h                                 | Ice "Billion" Berg             | 3:27 |
| 13 | "What They Jock"            | Mizzle Boy                               | Ice "Billion" Berg & Murk Camp | 4:06 |
| 14 | "Skit: The Mayor's Office"  |                                          | Benji Brown                    | 1:48 |
| 15 | "That How We Do It"         | Kane da Kameleon                         | Betty Wright                   | 2:53 |
| 16 | "Homie Song"                | Goldru$h                                 |                                | 3:56 |
| 17 | "Strong Woman"              | Thr3efourteen of Mega Beat International | Jackie Hendon                  | 3:26 |
| 18 | "Skit: The Pick Up"         |                                          | Benji Brown                    | 0:50 |
| 19 | "Ghetto Supa Star"          | Chronic Chris                            | Erin Lynn                      | 3:31 |
| 20 | "Tears of a Grown Man"      | Beat Kings Inc                           | Shonie                         | 4:29 |